# 板麵

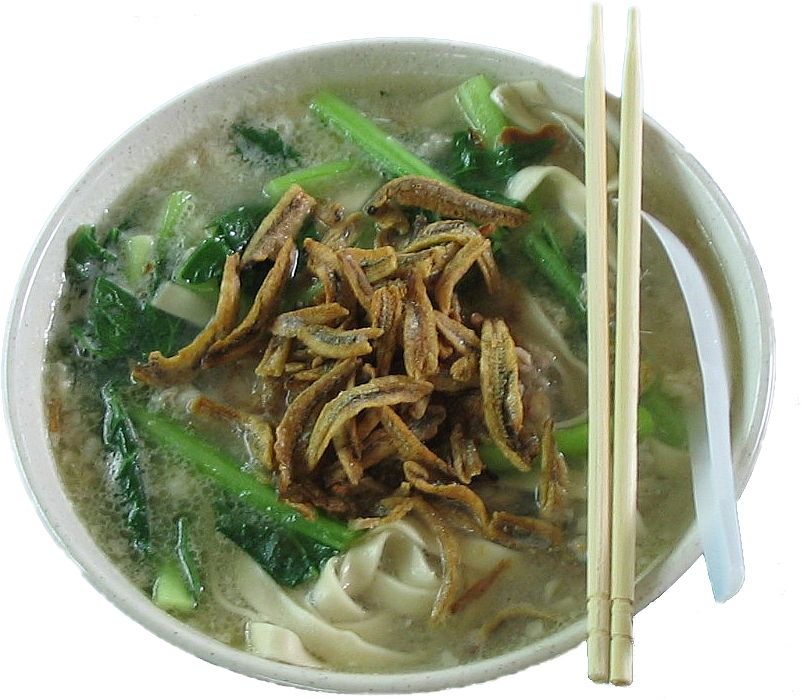
板麵

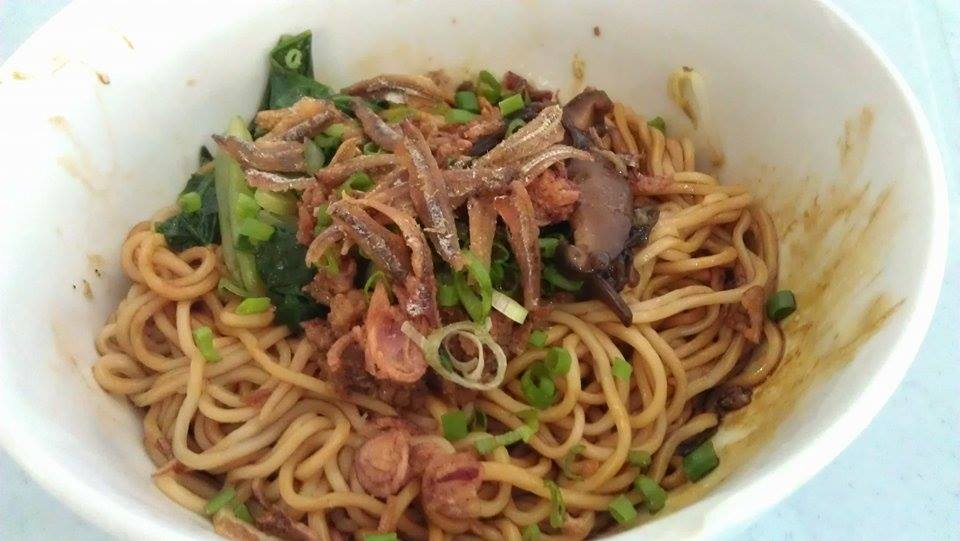
乾撈板麵

板麵（Pan Mee/Ban Mian）是新加坡与馬來西亞華人社區內最常見的麵食料理之一，一般在茶餐室、美食中心、巴剎、咖啡店或路邊攤都可見其踪跡。這道麵食的最大的特色是小販現點現做，小販事先將麵粉、水與鹽和成麵糰，在顧客點餐後，才將麵糰放入製麵機，以切成條狀。切好的麵條用開水燙熟後，淋上豬大骨高湯，並在麵條上擺放肉燥、香菇、木耳絲、薯仔菜、炸江魚仔、蔥花等，再上菜給顧客。因使用相同原料的因素，部分販售板麵的店家，也會同時販售麵粉粿，一道將麵糰捏成扁平小塊，放入開水內煮熟的麵食，為客家人的傳統麵食料理。在某些地区，板麵也被称为麵粉糕。

## 來源
板麵為傳統的客家麵食之一，早期稱為“刀麻切”，在客家話中“刀麻”意味大刀，早期製麵機尚未大量使用期間，廚師都是用玻璃空瓶將麵團辗平，再用大刀將麵團切成條狀，因此得此名，在客家人聚集的彭亨州（Pahang）內的各城鎮與新村是一道非常常見的麵食。“板麵”這名詞是在80年代初才首次出現在吉隆坡的食肆，據稱是一家名為天涯客的麵攤，將家鄉的麵食料理引入，生怕使用廣東話的吉隆坡華人社區不懂“刀麻切”，而自創“板麵”這名詞，在接下來的廿多年光景，“板麵”這詞已取代“刀麻切”，成為馬來西亞人對這道麵食的稱呼。
麵粉粿則是以往福建家庭內常煮的麵食，簡單地以麵粉和水和成麵糰，接下來擱置一旁，等醒麵足夠後，再將麵糰捏成扁平的小塊裝，拋進由江魚仔熬製的高湯內煮熟，之後在放入青菜及撒上已炸好的江魚仔與油蔥酥。因為與板麵的麵糰做法相同，只是前者是用手將麵糰捏成不規則的扁平狀，而後者是將麵糰輾平後，再使用手工或製麵機切成條湯，其湯料的材料也幾乎雷同，因此市面上大部分販售板麵的店家都會同時推出麵粉粿，久而久之兩者便融為一體，形成閩客料理在南洋融為一體的例子之一。

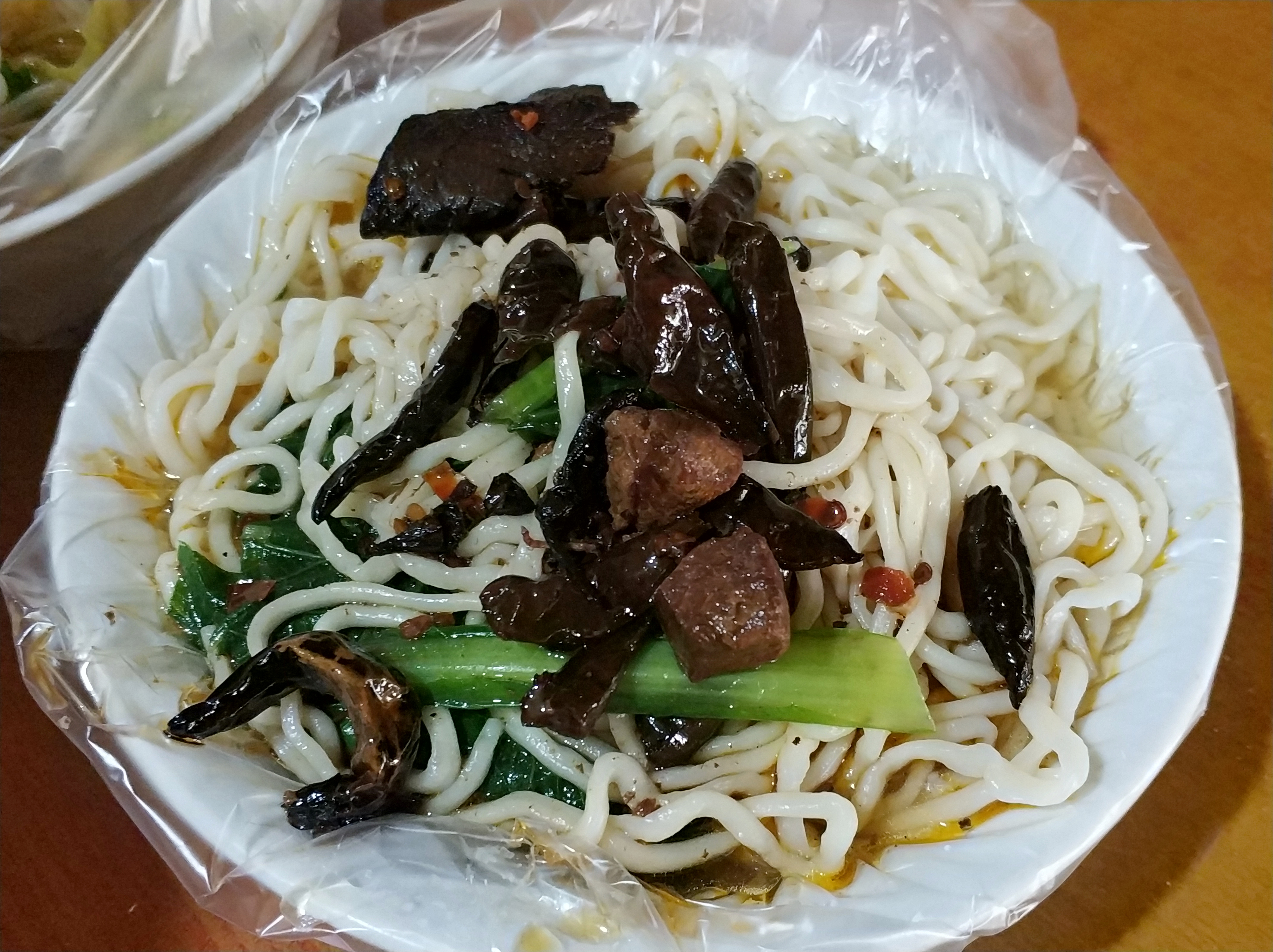
唐山一家早点店的安徽板麵

安徽板麵是起源于安徽省阜阳市太和县的板麵，在京津冀地区流行。

## 板麵制作过程（汤）
马来西亚板麵是一种特色小吃，制作过程包括以下几个步骤：
1. 准备麵团：取适量的面粉、水和盐，揉成面团。
2. 切成條狀：将面团切成條狀，并在面团上撒上一些干面粉。
3. 切成细条：将面皮切成细条，每条约有2-3毫米宽。
4. 烫熟：将细条放入沸水中烫熟，时间约为1-2分钟。
5. 沥干水：将烫熟的面条捞出放在漏勺上，沥干水分
6. 煸炒：将沥干水的面条放入热锅中，加入适量的酱料、蔬菜和肉末，煸炒均匀。
7. 盛盘享用：最后将炒好的马来西亚板麵盛在碗中，撒上适量的葱花或乾辣椒粉，即可享用美食。

马来西亚板麵制作过程简单易懂，口感可口，深受广大消费者的喜爱。

## 辣椒板麵
辣椒板麵其实不是板麵。
辣椒板麵是由板麵变异而来。
在2005年起，吉隆坡及市郊的八打靈再也(Petaling Jaya)突然崛起了一股板麵潮，許多板麵專賣店紛紛在市郊的商業區林立，為了在眾多板麵店家內脫穎而出，許多店家也開始推出不同口味的板麵或麵粉粿，除了原本的豬大骨或江魚仔高湯口味外，也發展出咖哩、麻辣、肉骨茶、紅麴、中藥、沙拉等各種口味的板麵  ，其中配合吉隆坡華人喜愛吃乾撈（乾拌）及重口味的胃口，市面開始大量出現辣椒板麵。所謂辣椒板麵就是將煮熟的板麵，加入醬油、黑醬油、香油等拌勻，再上肉燥、薯仔菜、木耳絲和半熟蛋上桌，在桌上已放置一碗已爆炒過的蝦米辣椒乾，顧客隨著自己的喜好添加辣椒乾，再徑自將各種的配料拌勻，吃法類似台灣的傻瓜乾麵。

## 資料來源
1. ↑  . m.douguo.com.   [2023-05-02]. （原始内容存档于2023-05-04）.
2. ↑  .   [2014-12-10]. （原始内容存档于2014-12-10）.
3. ↑  素滋美味．手撕板麵 味似故鄉濃 的存檔，存档日期2014-12-10.
4. ↑  .   [2014-12-10]. （原始内容存档于2019-08-29）.
5. ↑  .   [2014-12-10]. （原始内容存档于2014-12-10）.
6. ↑  百變板麵 的存檔，存档日期2016-03-04.
7. ↑  .   [2014-12-10]. （原始内容存档于2014-12-10）.
8. ↑  .   [2014-12-10]. （原始内容存档于2020-05-06）.
9. ↑  . www.xiachufang.com.   [2023-05-02]. （原始内容存档于2023-05-04）.
10. ↑  .   [2014-12-10]. （原始内容存档于2014-12-10）.